# Brunsten von Billerbeck
Brunsten von Billerbeck (* im 13. Jahrhundert; † 1297) war Domdechant und Domherr in Münster.

## Leben
Brunsten von Billerbeck entstammte dem Adelsgeschlecht Billerbeck, das seinen Stammsitz in dem münsterländischen Ort Billerbeck hatte. Seine genaue Abstammung ist nicht überliefert. Er findet als Domherr zu Münster am 8. März 1247 urkundliche Erwähnung, wo er unter den 23 Domherren an 18. Stelle steht. 1264 übte er das Amt des Domkellners aus. In dieser Funktion war er für den Wirtschaftsbetrieb des Domkapitels verantwortlich. Als Domdechant wird Brunsten im April 1276 genannt. Damit oblag ihm die Leitung des Domkapitels. Sein Name findet sich in zahlreichen Dokumenten des Domkapitels. Brunsten blieb bis zu seinem Tode in den Ämtern.